# Ylenia Scapin
Ylenia Scapin (ur. 8 stycznia 1975) – włoska judoczka. Dwukrotna medalistka olimpijska.
Brała udział w czterech igrzyskach (IO 96, IO 00, IO 04, IO 08), na dwóch zdobywała brązowe medale. Była trzecia w 1996 w wadze do 70 kilogramów i cztery lata później w wadze do 72 kilogramów. Na mistrzostwach świata zdobywał brąz w 1999, 2003 i 2007. Była wielokrotną medalistką mistrzostw Europy (złoto w 2008; srebro w 1999 i 2005; brąz w 1998, 2000, 2001, 2003 i 2006). Zdobyła szereg medali na mistrzostwach Włoch, w tym trzynastokrotnie zostawała mistrzynią kraju seniorów (w wagach do 70 i 72 kilogramów).